# Emmitt Smith
Emmitt James Smith, III (Pensacola, 15 maggio 1969) è un ex giocatore di football americano statunitense che ha giocato nel ruolo di running back la maggior parte della carriera con i Dallas Cowboys della National Football League (NFL) e terminato la carriera negli Arizona Cardinals. Coi Cowboys, Smith ha vinto tre Super Bowl negli anni novanta e il premio di miglior giocatore della stagione nel 1993. È il leader di tutti i tempi per yard corse in carriera
Smith al college giocò a football per la University of Florida, venendo selezionato come All-American; in seguito, giocò da professionista coi Dallas Cowboys e gli Arizona Cardinals della NFL. Durante la sua lunga carriera, Emmitt divenne il recordman NFL di tutti i tempi per yard corse, battendo il precedente record detenuto dal suo idolo d'infanzia, Walter Payton. Smith è l'unico running back ad aver vinto un Super Bowl, il premio di MVP della lega, il titolo per le maggiori yard corse e il titolo di miglior giocatore del Super Bowl tutti in una stessa stagione (1993). È inoltre uno degli unici quattro running back ad aver guidato la NFL nelle corse in tre o più stagioni consecutive, raggiungendo Steve Van Buren, Jim Brown e Earl Campbell. Smith guidò la lega in yard corse e vinse il Super Bowl nella stessa stagione per tre volte (1992, 1993 e 1995), cosa fino ad allora mai capitata. L'unico altro running back a compiere in seguito la stessa impresa fu Terrell Davis nel 1998 coi Denver Broncos. Smith è anche uno degli unici due giocatori nella storia dell'NFL ad aver segnato più di 1.000 punti in carriera senza aver giocato nel ruolo di kicker (l'altro è Jerry Rice). Fu introdotto nella Pro Football Hall of Fame nel 2010, il primo giocatore dal draft 1990 a ricevere tale onore.
Mentre giocavano coi Dallas Cowboys, Smith, il quarterback Troy Aikman e il wide receiver Michael Irvin erano conosciuti come "The Triplets" e hanno guidato il team ai tre Super Bowl negli anni novanta.

## Carriera professionistica
Malgrado i successi nel college football, alcune squadre della NFL ritennero che Smith fosse troppo piccolo e lento per il football professionistico. Scese fino alla 17ª chiamata del primo giro del Draft 1990 quando fu selezionato dai Dallas Cowboys, che operarono uno scambio per salire in posizione utile per sceglierlo.
Smith fu il primo giocatore della storia della NFL a correre almeno 1.400 yard in cinque stagioni consecutive. Smith, Jim Brown, e LaDainian Tomlinson sono gli unici giocatore ad avere segnato almeno dieci touchdown in tutte le prime sette stagioni della carriera. Con 1.021 yard corse nel 2001, Smith divenne il primo giocatore nella storia della NFL con 11 stagioni consecutive da almeno mille yard. È inoltre il leader di tutti i tempi per corse tentate in carriera con 4.409 e l'unico ad avere giocato tre stagioni con 19 o più touchdown. Detiene il record per il maggior numero di gare in una stagione con un touchdown e il maggior numero di gare con un touchdown su corsa (15), stabiliti nel 1995.

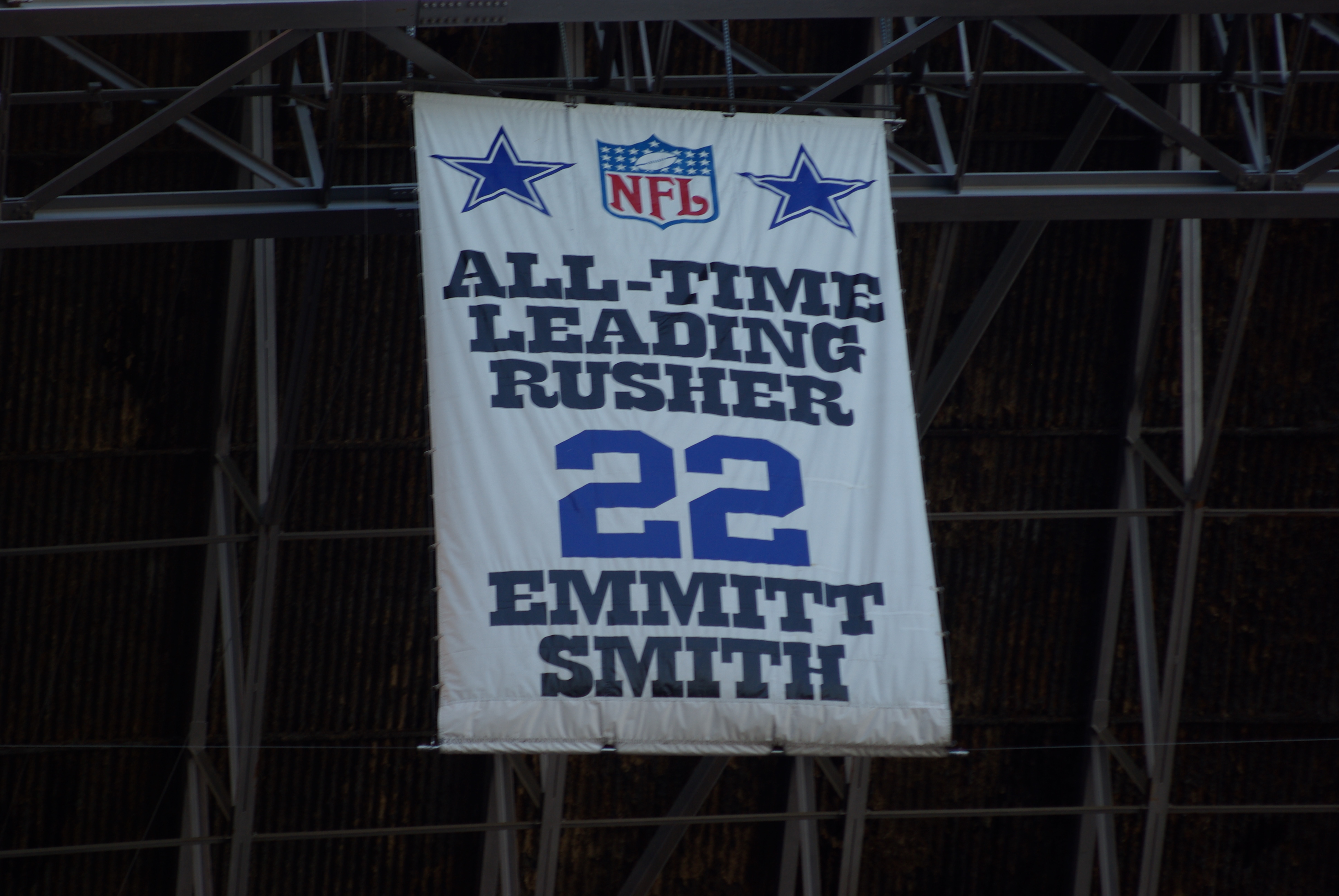
Lo stendardo al Cowboys Stadium che celebra il record NFL di Smith per yard corse in carriera, stabilito nel 2002.

Smith detiene il record NFL per yard corse in carriera con 18.355, avendo superato il precedente primato detenuto dal suo idolo di gioventù Walter Payton il 27 ottobre 2002. Guida tutti i running back con 164 touchdown su corsa in carriera e le sue 175 marcatura totali sono seconde solo alle 208 di Jerry Rice. Il suo totale di yard corse, yard ricevute (3.224) e yard su ritorno di fumble (−15) lo portano a 21.564 yard complessive dalla linea di scrimmage, facendone uno dei soli quattro giocatori della storia della NFL a superare quota 21.000 yard (gli altri sono Jerry Rice, Brian Mitchell e Walter Payton).
Smith stabilì inoltre diversi record dei playoff, inclusi quelli per touchdown su corsa (19), gare consecutive con un touchdown su corsa (9) e gare con 100 yard corse. Anche le sue 1.586 yard sono il massimo della storia nella post-season e condivide il primato di touchdown totali segnati nei playoff, 21, con Thurman Thomas. Coi Cowboys, Smith vinse tre Super Bowl, superando le cento yard corse in due di quelle partite, il Super Bowl XXVII (108 yard e un touchdown, 6 ricezioni per 27 yard) e il Super Bowl XXVIII (132 yard e due touchdown, 4 ricezioni per 26 yard). Smith fu premiato come MVP del Super Bowl in quest'ultima occasione, l'unico running back della storia dei Cowboys ad aggiudicarsi tali riconoscimento. Segnò due touchdown anche nel Super Bowl XXX.
Nel 1995, Smith superò due record di franchigia sulle corse di Tony Dorsett. Il primo fu quello di correre cento o più yard in tutte le prime quattro gare della stagione. Il secondo fu di correre 1.773 yard, superando il primato stagionale di Dorsett di 1.646. Entrambi questi record resistettero per 19 anni, fino al 2014, quando furono superati da DeMarco Murray.
Nella sua ultima stagione, Smith divenne il più anziano giocatore della storia a passare il suo primo passaggio da touchdown (da 21 yard) in quello che fu l'unico tentativo di passaggio della sua carriera.
Smith è uno dei cinque giocatori della storia della NFL ad avere corso almeno 10.000 yard e ad avere ricevuto almeno 400 passaggi. Lui e Jerry Rice sono gli unici giocatori non nel ruolo di kicker ad avere segnato mille punti in carriera.

## Palmarès

### Franchigia
- Super Bowl : 3

Dallas Cowboys: XXVII, XXVIII, XXX
- National Football Conference Championship: 3

Dallas Cowboys: 1992, 1993, 1995

### Individuale
- MVP della NFL: 1

1993
- MVP del Super Bowl: 1

1993
- Convocazioni al Pro Bowl: 8

1990, 1991, 1992, 1993, 1994, 1995, 1998, 1999
- First-team All-Pro: 4

1992, 1993, 1994, 1995
- Second-team All-Pro: 1

1991
- Miglior rookie offensivo della stagione - 1990
- Bert Bell Award - 1993

- Leader della NFL in touchdown su corsa: 3

1992, 1994, 1995
- Record NFL per yard corse in carriera (18.355)
- PFWA All-Rookie Team - 1990
- Record NFL per touchdown su corsa in carriera (164)
- Record NFL per partite con più di 100 yard corse (78)
- Formazione ideale della NFL degli anni 1990
- Formazione ideale del 100º anniversario della NFL
- Pro Football Hall of Fame (classe del 2010)
- College Football Hall of Fame
- Classificato al #28 tra i migliori cento giocatori di tutti i tempi da NFL.com
- Dallas Cowboys Ring of Honor

## Smith nella cultura di massa
- Smith è apparso nel 14º episodio della seconda stagione di How I Met Your Mother, intitolato "La partita del lunedì sera", ed è stato doppiato da Mario Scarabelli.
- Smith è apparso nell'11º episodio della seconda stagione di CSI: Cyber.